# Judas (álbum)
Judas es el séptimo álbum de la banda americana de heavy metal Fozzy, fue lanzado al mercado el 13 de octubre de 2017 mediante del sello discográfico Century Media Records. La canción "Judas" fue el tema oficial del evento histórico de la empresa deportiva WWE: NXT TakeOver: Chicago.

## Antecedentes
Chris Jericho confirmó que Fozzy espera tener su séptimo álbum de estudio escrito para enero de 2016. A partir de diciembre de 2015, la banda ha comenzado a trabajar en el disco y esperamos tener una fecha de lanzamiento en algún momento en el verano de 2016. Sin embargo, Jericho dijo en una entrevista que es poco probable que sea lanzado en 2016 y es más probable que sea lanzado en 2017; esto podría ser debido a su regreso como un competidor en tiempo completo en la WWE.

## Lista de canciones
| N.º | Título                   | Duración |  |
| 1.  | «Judas»                  | 4:10     |  |
| 2.  | «Drinkin' with Jesus»    | 3:56     |  |
| 3.  | «Painless»               | 3:59     |  |
| 4.  | «Weight of My World»     | 3:19     |  |
| 5.  | «Wordsworth Way»         | 4:47     |  |
| 6.  | «Burn Me Out»            | 4:03     |  |
| 7.  | «Three Days in Jail»     | 4:16     |  |
| 8.  | «Elevator»               | 2:50     |  |
| 9.  | «Running with the Bulls» | 3:51     |  |
| 10. | «Capsized»               | 4:16     |  |
| 11. | «Wolves at Bay»          | 3:09     |  |

## Personal
Fozzy
- Chris Jericho - Voz
- Rich Ward - guitarra, coro
- Paul Di Leo - bajo
- Frank Fontsere - batería
- Billy Grey - Guitarra